# フリードリヒ・ナウマン

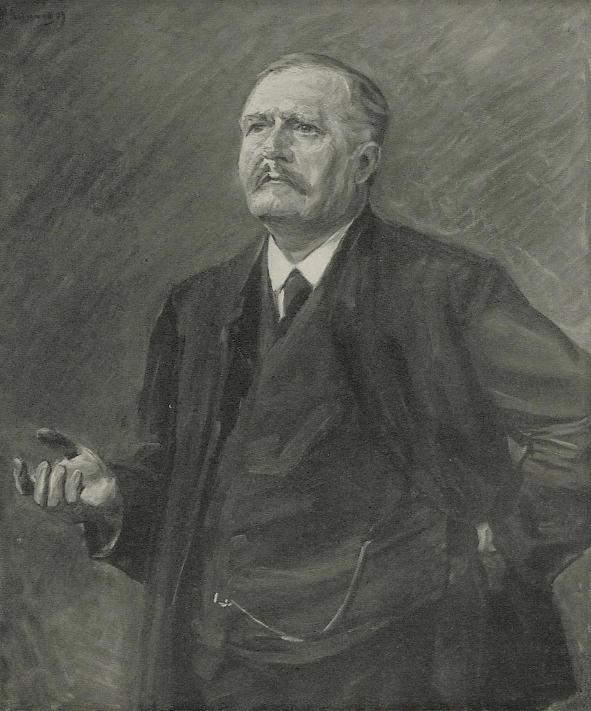
マックス・リーバーマンによるナウマンの肖像画

フリードリヒ・ナウマン（Friedrich Naumann、1860年3月25日-1919年8月24日）は、ドイツの政治家、プロテスタント神学者。ドイツ第二帝政期においてリベラル派を代表する政治家・言論人として、政界・メディアなどで活躍した。1915年に刊行した著書『中欧論（Mitteleuropa ）』は、ドイツの戦争目的を明確化した点を含めて大きな反響を呼んだ。また、キリスト教社会党(de)のアドルフ・シュテッカー(de)と対立し、マックス・ウェーバーと手を結び、国民社会協会(de)を設立した。